# Campeonato Brasileiro de Fórmula 4 de 2025
A BRB Fórmula 4 Brasil de 2025 é a quarta temporada da Fórmula 4 Brasil. É organizada pela CBA e regulamentada pela FIA, conta com o suporte da Vicar na elaboração do campeonato, feitas pelas equipes da Stock Car Pro Series.
Assim como as outras 'Fórmulas' 4 ao redor do mundo, esta edição da F4 brasileira segue usando chassis Tatuus F4 T-021, motores da Abarth-Autotecnica 414TF 1.4L, com 176 hp e pneus de exclusividade da Pirelli.

## Equipes e pilotos
Todas as equipes pré-selecionadas foram inscritas no Brasil. Não houve sorteio na atribuição dos pilotos às equipes.
| Equipe              | Nº  | Piloto              | Classe | Rodadas |
| ------------------- | --- | ------------------- | ------ | ------- |
| Cavaleiro Sports    | 7   | Rogério Grotta      |        | 1–2     |
| Cavaleiro Sports    | 12  | Ethan Nobels        |        | 1–2     |
| Cavaleiro Sports    | 29  | Enricco Abreu       | E      | 1–2     |
| Cavaleiro Sports    | 88  | Bernardo Gentil     | E      | 1–2     |
| Cavaleiro Sports    | 95  | Alceu Feldmann Neto |        | 1–2     |
| Starrett Bassani F4 | 26  | Pedro Lins          | E      | 1–2     |
| Starrett Bassani F4 | 31  | Renzo Barbuy        | E      | 1–2     |
| Starrett Bassani F4 | 33  | Christian Helou     | E      | 1–2     |
| Starrett Bassani F4 | 55  | Murilo Rocha        | E      | 1–2     |
| Starrett Bassani F4 | 188 | Pedro Lima          | E      | 1–2     |
| TMG Racing          | 00  | Celo Hahn           |        | 1–2     |
| TMG Racing          | 27  | Heitor Dall’Agnol   | E      | 1–2     |
| TMG Racing          | 41  | Cadi Baptista       | E      | 1–2     |
| TMG Racing          | 59  | Pietro Mesquita     | E      | 1–2     |
| TMG Racing          | 71  | Ciro Sobral         |        | 1–2     |
| TMG Racing          | 99  | Sasha Beisemann     | E      | 1       |
| TMG Racing          | 135 | Filippo Fiorentino  |        | 2       |

| Ícone | Classe    |
| ----- | --------- |
| E     | Estreante |

## Calendário
O cronograma foi revelado em 4 de dezembro de 2024, e confirmado em janeiro de 2025. A maior parte das etapas ocorrerá paralelamente aos eventos de apoio às provas da Stock Car Pro Series de 2025, exceto uma, que servirá como apoio ao Grande Prêmio de São Paulo de Fórmula 1. O Autódromo Brasília BRB está previsto para voltar a sediar uma etapa do campeonato. A segunda rodada, que seria realizada no Autódromo Velo Città no final de junho, foi adiada para o final de setembro, seguindo a categoria mãe, Stock Car.

### Etapas
| Etapa  | Local          | Data                | Circuito                |
| ------ | -------------- | ------------------- | ----------------------- |
| 1      | São Paulo, SP  | 2 a 4 de maio       | Autódromo de Interlagos |
| 2      | Mogi Guaçu, SP | 18 a 20 de julho    | Autódromo Velo Città    |
| 3      | Mogi Guaçu, SP | 26 a 28 de setembro | Autódromo Velo Città    |
| 4      | Mogi Guaçu, SP | 3 a 5 de outubro    | Autódromo Velo Città    |
| 5      | São Paulo, SP  | 7 a 9 de novembro   | Autódromo de Interlagos |
| 6      | Brasília, DF   | 28 a 30 de novembro | Autódromo Brasília BRB  |
| 7      | São Paulo, SP  | 12 a 14 de dezembro | Autódromo de Interlagos |
| Fonte: |                |                     |                         |

## Resultados

### Resumo da temporada
Ao todo, são seis rodadas triplas ao longo da temporada, totalizando 18 corridas – cada etapa tem duas corridas aos sábados e uma aos domingos. As Corridas 1 e 3 possuem duração de 30 minutos + 1 volta, enquanto a Corrida 2 possui duração de 20 minutos + 1 volta.
| Rodada | Rodada | Circuito                                        | Data              | Pole Position     | Volta mais rápida | Piloto vencedor    | Equipe vencedora | Estreante vencedor |
| ------ | ------ | ----------------------------------------------- | ----------------- | ----------------- | ----------------- | ------------------ | ---------------- | ------------------ |
| 1      | R1     | Autódromo de Interlagos, São Paulo              | 3 de maio         | Ciro Sobral       | Heitor Dall’Agnol | Ciro Sobral        | TMG Racing       | Celo Hahn          |
| 1      | R2     | Autódromo de Interlagos, São Paulo              | 3 de maio         |                   | Pietro Mesquita   | Murilo Rocha       | Starrett Bassani | Murilo Rocha       |
| 1      | R3     | Autódromo de Interlagos, São Paulo              | 4 de maio         | Ciro Sobral       | Ethan Nobels      | Heitor Dall’Agnol  | Cavaleiro Sports | Heitor Dall’Agnol  |
| 2      | R1     | Autódromo Velo Città, Mogi Guaçu                | 18–20 de julho    | Heitor Dall’Agnol | Heitor Dall’Agnol | Filippo Fiorentino | TMG Racing       | Heitor Dall’Agnol  |
| 2      | R2     | Autódromo Velo Città, Mogi Guaçu                | 18–20 de julho    |                   | Heitor Dall’Agnol | Pedro Lins         | Starrett Bassani | Pedro Lins         |
| 2      | R3     | Autódromo Velo Città, Mogi Guaçu                | 18–20 de julho    | Heitor Dall’Agnol | Heitor Dall’Agnol | Heitor Dall’Agnol  | TMG Racing       | Heitor Dall’Agnol  |
| 3      | R1     | Autódromo Velo Città, Mogi Guaçu                | 26–28 de setembro |                   |                   |                    |                  |                    |
| 3      | R2     | Autódromo Velo Città, Mogi Guaçu                | 26–28 de setembro |                   |                   |                    |                  |                    |
| 3      | R3     | Autódromo Velo Città, Mogi Guaçu                | 26–28 de setembro |                   |                   |                    |                  |                    |
| 4      | R1     | Autódromo Velo Città, Mogi Guaçu                | 3–5 de outubro    |                   |                   |                    |                  |                    |
| 4      | R2     | Autódromo Velo Città, Mogi Guaçu                | 3–5 de outubro    |                   |                   |                    |                  |                    |
| 4      | R3     | Autódromo Velo Città, Mogi Guaçu                | 3–5 de outubro    |                   |                   |                    |                  |                    |
| 5      | R1     | Autódromo de Interlagos, São Paulo              | 7–9 de novembro   |                   |                   |                    |                  |                    |
| 5      | R2     | Autódromo de Interlagos, São Paulo              | 7–9 de novembro   |                   |                   |                    |                  |                    |
| 5      | R3     | Autódromo de Interlagos, São Paulo              | 7–9 de novembro   |                   |                   |                    |                  |                    |
| 6      | R1     | Autódromo Internacional Nelson Piquet, Brasília | 28–30 de novembro |                   |                   |                    |                  |                    |
| 6      | R2     | Autódromo Internacional Nelson Piquet, Brasília | 28–30 de novembro |                   |                   |                    |                  |                    |
| 6      | R3     | Autódromo Internacional Nelson Piquet, Brasília | 28–30 de novembro |                   |                   |                    |                  |                    |
| 7      | R1     | Autódromo de Interlagos, São Paulo              | 12–14 de dezembro |                   |                   |                    |                  |                    |
| 7      | R2     | Autódromo de Interlagos, São Paulo              | 12–14 de dezembro |                   |                   |                    |                  |                    |
| 7      | R3     | Autódromo de Interlagos, São Paulo              | 12–14 de dezembro |                   |                   |                    |                  |                    |

### Sistema de pontuação
- Corrida 1: Terá o padrão de pontuação da Fórmula 1. Na classificação valerá a segunda volta mais rápida obtida no treino classificatório.
- Corrida 2: Inversão dos 8 primeiros colocados da Corrida 1.
- Corrida 3: Terá o padrão de pontuação da F1 Na classificação, valerá a volta mais rápida obtida no treino classificatório.
- Bônus: Volta mais rápida de cada uma das corridas: 1 ponto
- Volta mais rápida na classificação: 2 pontos[20]

#### Grandes prêmios
| Posição                 | 1.º | 2.º | 3.º | 4.º | 5.º | 6.º | 7.º | 8.º | 9.º | 10.º | VR |
| Classificação           | 2   |     |     |     |     |     |     |     |     |      |    |
| Pontos (corrida 2)      | 15  | 12  | 10  | 8   | 6   | 4   | 2   | 1   |     |      | 1  |
| Pontos (corridas 1 e 3) | 25  | 18  | 15  | 12  | 10  | 8   | 6   | 4   | 2   | 1    | 1  |

## Classificação

### Classificação dos pilotos
| Pos. | Piloto              | INT1 | INT1 | INT1 | MGG1 | MGG1 | MGG1 | MGG2 | MGG2 | MGG2 | MGG3 | MGG3 | MGG3 | INT2 | INT2 | INT2 | BRA | BRA | BRA | INT3 | INT3 | INT3 | Pts. |
| ---- | ------------------- | ---- | ---- | ---- | ---- | ---- | ---- | ---- | ---- | ---- | ---- | ---- | ---- | ---- | ---- | ---- | --- | --- | --- | ---- | ---- | ---- | ---- |
| 1    | Heitor Dall'Agnol   | 4    | 5    | 1    | 2    | 2    | 1    |      |      |      |      |      |      |      |      |      |     |     |     |      |      |      | 104  |
| 2    | Murilo Rocha        | 8    | 1    | 4    | 5    | 3    | 6    |      |      |      |      |      |      |      |      |      |     |     |     |      |      |      | 59   |
| 3    | Pietro Mesquita     | 7    | 2    | 3    | Ret  | 6    | 4    |      |      |      |      |      |      |      |      |      |     |     |     |      |      |      | 50   |
| 4    | Ethan Nobels        | 2    | 4    | 13   | 6    | 4    | 8    |      |      |      |      |      |      |      |      |      |     |     |     |      |      |      | 47   |
| 5    | Filippo Fiorentino  |      |      |      | 1    | 5    | 3    |      |      |      |      |      |      |      |      |      |     |     |     |      |      |      | 46   |
| 6    | Pedro Lins          | 6    | 6    | 9    | 7    | 1    | 5    |      |      |      |      |      |      |      |      |      |     |     |     |      |      |      | 45   |
| 7    | Pedro Lima          | 9    | 13†  | 6    | 3    | 7    | 2    |      |      |      |      |      |      |      |      |      |     |     |     |      |      |      | 45   |
| 8    | Ciro Sobral         | 1    | 14†  | 8    | Ret  | 8    | 7    |      |      |      |      |      |      |      |      |      |     |     |     |      |      |      | 38   |
| 9    | Rogério Grotta      | Ret  | 8    | 2    | 4    | 10   | 11   |      |      |      |      |      |      |      |      |      |     |     |     |      |      |      | 31   |
| 10   | Alceu Feldmann Neto | 5    | 3    | 7    | Ret  | DNS  | DNS  |      |      |      |      |      |      |      |      |      |     |     |     |      |      |      | 26   |
| 11   | Celo Hahn           | 3    | Ret  | Ret  | Ret  | 9    | 15†  |      |      |      |      |      |      |      |      |      |     |     |     |      |      |      | 15   |
| 12   | Cadi Baptista       | 14†  | 7    | 5    | 9    | 14   | 10   |      |      |      |      |      |      |      |      |      |     |     |     |      |      |      | 15   |
| 13   | Bernardo Gentil     | 11   | 10   | 11   | 8    | Ret  | 9    |      |      |      |      |      |      |      |      |      |     |     |     |      |      |      | 6    |
| 14   | Christian Helou     | 12   | 9    | 10   | 11   | 12   | 12   |      |      |      |      |      |      |      |      |      |     |     |     |      |      |      | 1    |
| 15   | Enricco Abreu       | 10   | 11   | Ret  | 12   | 11   | 14   |      |      |      |      |      |      |      |      |      |     |     |     |      |      |      | 1    |
| 16   | Renzo Barbuy        | WD   | WD   | WD   | 10   | 13   | 13   |      |      |      |      |      |      |      |      |      |     |     |     |      |      |      | 1    |
| 17   | Sasha Beisemann     | 13   | 12   | 12   |      |      |      |      |      |      |      |      |      |      |      |      |     |     |     |      |      |      | 0    |

| Cor      | Resultado                      |
| -------- | ------------------------------ |
| Ouro     | Vencedor                       |
| Prata    | 2º lugar                       |
| Bronze   | 3º lugar                       |
| Verde    | Terminou, nos pontos           |
| Azul     | Terminou, sem pontos           |
| Azul     | Terminou, sem classificar (NC) |
| Púrpura  | Retirou-se (Ret)               |
| Vermelho | Não qualificado (NQ)           |
| Vermelho | Não pré-qualificado (NPQ)      |
| Preto    | Desqualificado (DSQ)           |
| Branco   | Não largou (NL)                |
| Branco   | Desistência (WD)               |
| Branco   | Corrida cancelada (C)          |
| Sem cor  | Não participou (NP)            |
| Sem cor  | Excluído (EX)                  |

### Campeonato de estreantes
| Pos. | Piloto            | INT1 | INT1 | INT1 | MGG1 | MGG1 | MGG1 | MGG2 | MGG2 | MGG2 | MGG3 | MGG3 | MGG3 | INT2 | INT2 | INT2 | BRA | BRA | BRA | INT3 | INT3 | INT3 | Pts. |
| ---- | ----------------- | ---- | ---- | ---- | ---- | ---- | ---- | ---- | ---- | ---- | ---- | ---- | ---- | ---- | ---- | ---- | --- | --- | --- | ---- | ---- | ---- | ---- |
| 1    | Heitor Dall'Agnol | 2    | 3    | 1    | 1    | 2    | 1    |      |      |      |      |      |      |      |      |      |     |     |     |      |      |      | 120  |
| 2    | Murilo Rocha      | 5    | 1    | 3    | 3    | 3    | 5    |      |      |      |      |      |      |      |      |      |     |     |     |      |      |      | 75   |
| 3    | Pedro Lins        | 3    | 4    | 6    | 4    | 1    | 4    |      |      |      |      |      |      |      |      |      |     |     |     |      |      |      | 70   |
| 4    | Pietro Mesquita   | 4    | 2    | 2    | Ret  | 4    | 3    |      |      |      |      |      |      |      |      |      |     |     |     |      |      |      | 66   |
| 5    | Pedro Lima        | 6    | 10†  | 5    | 2    | 5    | 2    |      |      |      |      |      |      |      |      |      |     |     |     |      |      |      | 60   |
| 6    | Cadi Baptista     | 14†  | 5    | 4    | 6    | 10   | 7    |      |      |      |      |      |      |      |      |      |     |     |     |      |      |      | 32   |
| 7    | Celo Hahn         | 1    | Ret  | Ret  | Ret  | 6    | 11†  |      |      |      |      |      |      |      |      |      |     |     |     |      |      |      | 29   |
| 8    | Bernardo Gentil   | 8    | 7    | 8    | 5    | Ret  | 6    |      |      |      |      |      |      |      |      |      |     |     |     |      |      |      | 28   |
| 9    | Christian Helou   | 9    | 6    | 7    | 8    | 8    | 8    |      |      |      |      |      |      |      |      |      |     |     |     |      |      |      | 21   |
| 10   | Enricco Abreu     | 7    | 8    | Ret  | 9    | 7    | 10   |      |      |      |      |      |      |      |      |      |     |     |     |      |      |      | 12   |
| 11   | Renzo Barbuy      | WD   | WD   | WD   | 7    | 9    | 9    |      |      |      |      |      |      |      |      |      |     |     |     |      |      |      | 8    |
| 12   | Sasha Beisemann   | 10   | 9    | 9    |      |      |      |      |      |      |      |      |      |      |      |      |     |     |     |      |      |      | 3    |

### Campeonato de equipes
Cada equipe adquire os pontos conquistados pelos seus dois melhores pilotos em cada corrida.
| Pos. | Equipe           | INT1 | INT1 | INT1 | MGG1 | MGG1 | MGG1 | MGG2 | MGG2 | MGG2 | MGG3 | MGG3 | MGG3 | INT2 | INT2 | INT2 | BRA | BRA | BRA | INT3 | INT3 | INT3 | Pts. |
| ---- | ---------------- | ---- | ---- | ---- | ---- | ---- | ---- | ---- | ---- | ---- | ---- | ---- | ---- | ---- | ---- | ---- | --- | --- | --- | ---- | ---- | ---- | ---- |
| 1    | TMG Racing       | 1    | 2    | 1    | 1    | 2    | 1    |      |      |      |      |      |      |      |      |      |     |     |     |      |      |      | 205  |
| 1    | TMG Racing       | 3    | 5    | 3    | 2    | 5    | 3    |      |      |      |      |      |      |      |      |      |     |     |     |      |      |      | 205  |
| 2    | Starrett Bassani | 6    | 1    | 4    | 3    | 1    | 2    |      |      |      |      |      |      |      |      |      |     |     |     |      |      |      | 129  |
| 2    | Starrett Bassani | 8    | 6    | 6    | 5    | 3    | 5    |      |      |      |      |      |      |      |      |      |     |     |     |      |      |      | 129  |
| 3    | Cavaleiro Sports | 2    | 3    | 2    | 4    | 4    | 8    |      |      |      |      |      |      |      |      |      |     |     |     |      |      |      | 104  |
| 3    | Cavaleiro Sports | 5    | 4    | 7    | 6    | 10   | 9    |      |      |      |      |      |      |      |      |      |     |     |     |      |      |      | 104  |

## Transmissão
As corridas são transmitidas no canal a cabo BandSports, no canal oficial do YouTube da categoria,  e também nos canais High Speed TV e Parc Fermé TV, que exibe comentários em italiano.

## Links externos
- Sítio oficial
- F4 Brasil no YouTube